# Barrio de Aracenilla
El barrio de Aracenilla, también denominado Urbanización Aracenilla, es una zona residencial situada en el municipio español de Aracena, en la provincia de Huelva, región de Andalucía. Fue construido a comienzos del siglo XX y está ubicado a las afueras del casco urbano del municipio.

## Historia
El complejo fue proyectado por el arquitecto Aníbal González siguiendo los presupuestos teóricos del modelo de ciudad-jardín. El plan inicial preveía la construcción de una zona residencial dotada de veintinueve viviendas, varias plazas públicas y una capilla, aunque finalmente solo se levantaron ocho viviendas situadas a lo largo de una calle. Se trata de chalés con referencias estilísticas que beben del estilos diversos (clásico, mudéjar o barroco) y que tienen influencias arquitectónicas extranjeras (portuguesa, británica o austríaca). Cada vivienda presenta un estilo diferente, si bien en líneas generales predomina un estilo ecléctico que incluye mampostería de piedra y ladrillo visto; mampostería de piedra y enfoscado; o ladrillo visto y enfoscado.